# Arcomage
«Аркома́г» (англ. Arcomage) — мини-игра, присутствующая в серии компьютерных ролевых игр Might and Magic. «Аркомаг» присутствовал в двух играх серии, впервые появился в Might and Magic VII: For Blood and Honor, затем в следующей части Might and Magic VIII: Day of the Destroyer. А в 2000 году был выпущен как самостоятельная игра.

## Игровой процесс
Аркомаг представляет собой компьютерную карточную игру для двоих игроков. У каждого игрока имеется случайный набор из 6 карт, башня, стена, ресурсы трёх типов и их источники.
Ресурсы:
- кирпичи
- самоцветы
- звери

Источники ресурсов (соответственно):
- карьер
- магия
- темница

В начале каждого хода источники увеличивают количества соответствующих ресурсов игрока на текущие уровни этих источников. Каждый ход игрок должен использовать или сбросить одну из своих карт. Для использования карты требуется определённое количество одного из ресурсов. После использования карта выполняет комбинацию некоторых действий и вместо неё игроку случайным образом выдаётся другая. Далее, если карта не предписывает иное, ход переходит к другому игроку.
Действия карт:
- причинение вреда стене и/или башне (противника или как противника, так и своей)
- изменение количества ресурсов или уровней их источников у себя и/или противника
- увеличение собственных стены и/или башни

Правила игры допускают победу любым из следующих способов:
- строительство своей башни до необходимого минимума
- накопление любого ресурса до необходимого минимума
- уничтожение башни противника

Как правило, карты, требующие одинаковый тип ресурсов, сходны по действию. Самоцветы — увеличение башни, кирпичи — стены, звери — на нанесение урона противнику. Урон может быть направлен конкретно на башню или стену, или иметь общий характер. Во втором случае в первую очередь урон принимает стена, затем башня.

## В качестве мини-игры
В Might and Magic VII: For Blood and Honor игрок мог сыграть в «Аркомаг», лишь после нахождения колоды карт для неё. Игра в него доступна со второй локации (Хармондейл). Для нахождения колоды игроку необходимо выполнить квест, по которому необходимо найти брата картёжника.
В Might and Magic VIII: Day of the Destroyer игрок может играть в эту игру уже с первой локации (острова Кинжальной раны), ему не требуется для этого колоды карт, а также доступно задание, связанное с игрой, согласно которому игрок должен хотя бы один раз сыграть и выиграть во всех тавернах Джадама.
Аркомаг также присутствует в браузерной онлайн-игре «Герои войны и денег».

## Рецензии
| Иноязычные издания    | Иноязычные издания |
| Издание               | Оценка             |
| --------------------- | ------------------ |
| CGW                   | [ 1 ]              |
| Русскоязычные издания |                    |
| Издание               | Оценка             |
| Absolute Games        | 50 %               |

Журнал Absolute Games критически оценил игру, поставив ей оценку 50 %. Рецензент Владимир Горячев (Nomad) посчитал, что разработчики «разработчики приложили минимум усилий по доведению неплохой мини-игры до состояния законченного продукта», и в результате она вышла сырой.
Журнал Computer Gaming World отмечает, что мини-игра в духе Magic the Gathering была одной из удачных «фишек» Might and Magic VII. Однако в самостоятельной версии она не претерпела никаких изменений, кроме добавления мультиплеера. Игре явно не хватает «углубления» геймплея, например, возможности собрать свою колоду карт или возможности изменения правил, потому рецензент поставил оценку 2 из 5 звезд.
Arcomage часто сравнивают с игрой «Гвинт: Ведьмак. Карточная игра», отмечая многие сходства: вселенная «Гвинта» также имеет отличия от основной игры, и «Гвинт» также был выпущен как самостоятельная игра. Отличие состоит в том, что «Гвинт», в отличие от Arcomage, был существенно доработан и потому получился более успешным.